# Макан (Хайбуллинский район)
Мака́н (баш. Маҡан) — село в Хайбуллинском районе Башкортостана, центр Маканского сельсовета. Согласно переписи 2020 года население составляло 1003 человека.

## Географическое положение
Расстояние до:
- районного центра (Акъяр): 10,5 км,
- ближайшей ж/д станции (Сара): 94 км.

## Население
| 2002 | 2010  |
| ---- | ----- |
| 1260 | ↗1288 |

Национальный состав
Согласно переписи 2002 года, преобладающая национальность — башкиры (78 %).

## Религия
В селе строится мечеть.

## Известные люди
Уроженец села Чумаченко Павел Николаевич - кавалер ордена Красной Звезды, герой Великой Отечественной войны, политрук 74 ПРБ 7 Танкового Корпуса.